# Corde della mia chitarra
"Corde della mia chitarra" (em português: "Cordas da minha guitarra") foi a canção italiana no Festival Eurovisão da Canção 1957 que se disputou em Frankfurt am Main, na Alemanha.
A referida canção foi interpretada em italiano por Nunzio Gallo. Gallo foi a quarto a cantar na noite do festival, a seguir à canção do Reino Unido, "All", cantada por Patricia Bredin e antes da canção da Áustria "Wohin, kleines Pony?", interpretada por Bob Martin. Terminou a competição em sexto lugar, tendo recebido um total de 7 pontos. No ano seguinte, em 1958, a Itália foi representada por Domenico Modugno que interpretou a famosa canção "Volare". Esta canção ficou famosa por ter sido a canção mais longa na história do Festival Eurovisão da Canção, com 5 minutos e 9 segundos. Na obra de John Kennedy O'Connor, The Eurovision Song Contest - The Official History, a canção é oficialmente listada como a mais longa canção na história do festival, ironicamente foi cantada precisamente depois da mais curta "All" de Patricia Bredin.

## Autores
- Letrista: Giuseppe Fiorelli
- Compositor:  Mario Ruccione
- Orquestrador: Armando Trovajoli

## Letra
A canção é uma balada no estilo chanson, estilo popular nos primeiros anos do festival. Gallo canta uma mistura de sentimentos ao ver a sua antiga amante e perceber que ela já não está interessada nele. Ele pede às cordas da sua guitarra para lhe tocar para ele sozinho, desde que ela não tenha interesse na música deles nunca mais.